# Wilhelmus Gerardus Franciscus Gregorius van 't Hullenaar
Wilhelmus Gerardus Franciscus Gregorius van 't Hullenaar (Bemmel, 30 april 1888 – Nijmegen, 4 januari 1970) was een Nederlands politicus. 
Hij werd geboren als zoon van Wilhelmus van 't Hullenaar (1850-1919; polderontvanger) en Hendrina Hegeman (1850-1928). Hij was werkzaam bij de gemeentesecretarie van Elst voor hij rond 1918 benoemd werd tot gemeentesecretaris van Heumen. In 1923 volgde daar zijn benoeming tot burgemeester. Van 't Hullenaar ging in 1953 met pensioen en overleed in 1970 op 81-jarige leeftijd. 